# Communauté de communes de la Moyenne Durance
La communauté de communes de la Moyenne Durance est une ancienne communauté de communes française, située dans le département des Alpes-de-Haute-Provence en région Provence-Alpes-Côte d'Azur.

## Historique
La communauté de communes de la Moyenne Durance a été créée le 26 novembre 2001.
Le schéma départemental de coopération intercommunale (SDCI) de 2011 prévoyait la fusion avec la communauté de communes Lure-Vançon-Durance et le rattachement de la commune isolée des Mées. Un amendement visait à élargir la communauté de communes précitée à la commune de Peipin, afin de mettre fin à la discontinuité territoriale enclavant ladite commune ; celui-ci a été adopté. Les Mées rejoint la communauté de communes le 1er janvier 2013, tandis que Peipin la quitte le 1er janvier 2014.
La loi no 2015-991 du 7 août 2015 portant nouvelle organisation territoriale de la République, dite « loi NOTRe », impose aux établissements publics de coopération intercommunale à fiscalité propre une population supérieure à 15 000 habitants, avec des dérogations, sans pour autant descendre en dessous de 5 000 habitants. Avec une population municipale de 16 870 habitants en 2012, la communauté de communes de la Moyenne Durance peut se maintenir. Le SDCI, dévoilé en octobre 2015, proposait pourtant la fusion avec les communautés de communes Asse Bléone Verdon, Duyes et Bléone, Haute Bléone et du Pays de Seyne. La nouvelle structure intercommunale (pôle dignois), qui deviendra une communauté d'agglomération, constituera « un pôle d'attraction et de transition entre l'ouest du département, organisé autour du pôle manosquin et le long du val de Durance, et l'est du département, […] à dominante rurale ».
Mis à part le rejet de la sortie de Saint-Julien-d'Asse (appartenant à la communauté de communes Asse Bléone Verdon) du pôle dignois, aucune autre modification n'est apportée après la réunion de la commission départementale de coopération intercommunale du 21 mars 2016, lors de l'adoption du SDCI le 25 mars.
La fusion a été prononcée par l'arrêté préfectoral no 2016-294-002 du 21 octobre 2016 ; la nouvelle structure intercommunale portera le nom de « Provence Alpes Agglomération ».

## Territoire communautaire

### Géographie
La communauté de communes de la Moyenne Durance est située à l'ouest du département des Alpes-de-Haute-Provence, dans l'arrondissement de Forcalquier, « à équidistance de la mer Méditerranée et des Alpes du Sud ». Elle bénéficie d'un accès autoroutier (autoroute A51 reliant Marseille à Gap) et d'une desserte ferroviaire (gare à Château-Arnoux-Saint-Auban sur la relation ferroviaire de Marseille à Briançon).

### Composition
La communauté de communes contenait les communes de Château-Arnoux-Saint-Auban, L'Escale, Ganagobie, Malijai, Mallefougasse-Augès, Les Mées, Peyruis et Volonne.

### Démographie
| 1968   | 1975   | 1982   | 1990   | 1999   | 2008   | 2013   |
| ------ | ------ | ------ | ------ | ------ | ------ | ------ |
| 12 985 | 13 477 | 13 527 | 14 109 | 14 647 | 16 591 | 17 029 |

## Administration

### Siège
Le siège de la communauté de communes est situé à Château-Arnoux-Saint-Auban.

### Les élus
La communauté de communes est gérée par un conseil communautaire.

### Présidence
| Nom | Nom                | Parti | Début | Fin         | Fonctions                           |
| --- | ------------------ | ----- | ----- | ----------- | ----------------------------------- |
|     | Patrick Martellini | PRG   | 2013  | En fonction | Maire de Château-Arnoux-Saint-Auban |

Le conseil communautaire compte huit vice-présidents, ils sont élus par ce même conseil et reçoivent une délégation de fonctions.
|    | Nom | Nom                | Parti | Mandats                                                                             | Qualité                                                                |
| -- | --- | ------------------ | ----- | ----------------------------------------------------------------------------------- | ---------------------------------------------------------------------- |
| 01 |     | Gérard Paul        | PCF   | Maire des Mées                                                                      | Délégué à l'aménagement du territoire et à la prospective territoriale |
| 02 |     | Claude Fiaert      | PS    | Maire de L'Escale Conseiller départemental du canton de Château-Arnoux-Saint-Auban  | Délégué à la culture et aux finances                                   |
| 03 |     | Patrick Vivos      |       | Maire de Peyruis                                                                    | Délégué à l'économie                                                   |
| 04 |     | Sandrine Cosserat  | EELV  | Maire de Volonne Conseillère départementale du canton de Château-Arnoux-Saint-Auban | Déléguée au tourisme et à l'environnement                              |
| 05 |     | Gilles Chatard     |       | Maire de Malijai                                                                    | Délégué au sport                                                       |
| 06 |     | Jean-Paul Deorsola |       | Maire de Mallefougasse-Augès                                                        | Délégué au développement durable et aux nouvelles technologies         |
| 07 |     | Bernadette Aurric  |       | Maire de Ganagobie                                                                  | Déléguée à la gestion patrimoniale                                     |
| 08 |     | Gérard Combe       |       | Conseiller municipal de Château-Arnoux-Saint-Auban                                  | Délégué aux travaux et aux marchés publics                             |

### Compétences
L'intercommunalité exerce des compétences qui lui sont déléguées par les communes membres.
Ces compétences sont les suivantes :
- développement économique ;
- aménagement de l'espace ;
- environnement et cadre de vie ;
- voirie ;
- sanitaire et social ;
- développement touristique ;
- production et distribution d'énergie ;
- développement et aménagement social et culturel.

### Régime fiscal et budget
La communauté de communes applique la fiscalité professionnelle unique, est éligible à la bonification de la DGF (dotation globale de fonctionnement) et à la taxe de séjour.

## Projets et réalisations
Les aménagements écotouristiques du Tour du lac de l’Escale
La retenue de l’Escale constitue une entité paysagère remarquable située sur la Durance, en amont de sa confluence avec la Bléone, à l’entrée ouest du territoire de Provence Alpes Agglomération. Avec la création du barrage de l’Escale au début des années 60, cette zone humide artificielle a engendré un formidable réservoir de biodiversité. Ses caractéristiques ont notamment valu au site d’être classé parmi les Espaces Naturels Sensibles (ENS) du Département des Alpes de Haute-Provence.
Les aménagements ont été conçus pour favoriser l'accueil des publics, la valorisation de la biodiversité et l'observation naturaliste : 
- Un nouveau cheminement a été sécurisé et doté d’une signalétique directionnelle ; il constitue une liaison douce favorisant les mobilités actives entre Volonne et Château-Arnoux et facilitant l’accès des usagers du camping aux villages.
- La construction d’une passerelle reliant les deux rives de la Durance a par ailleurs permis de créer une seconde boucle, plus courte, adaptée aux promenades pédestres familiales.
- Mise en place de dispositifs d’éducation et de sensibilisation à l’environnement avec six espaces de découverte et vingt pupitres d’information et d’interprétation.
- Création et adaptation d’aménagements dédiés aux naturalistes.